# تونس في بطولة العالم لألعاب القوى 2013
 شاركت تونس في بطولة العالم لألعاب القوى 2013 في موسكو، روسيا، في الفترة من 10 إلى 18 أغسطس 2013. تم الإعلان عن فريق من أربعة رياضيين لتمثيل البلاد في الحدث.

## الفريق
| اسم           | الدرب          |
| ------------- | -------------- |
| عمر بن يحيى   | 3000 متر حواجز |
| حاتم غولة     | 20 كم سباق مشي |
| وسام حسني     | ماراثون        |
| حسنين السباعي | 20 كم سباق مشي |

## روابط خارجية
- بطولة العالم IAAF - تونس